# Pace (Florida)
Pace es un lugar designado por el censo ubicado en el condado de Santa Rosa en el estado estadounidense de Florida. En el Censo de 2010 tenía una población de 20.039 habitantes y una densidad poblacional de 315,62 personas por km².

## Geografía
Pace se encuentra ubicado en las coordenadas 30°37′0″N 87°9′53″O / 30.61667, -87.16472. Según la Oficina del Censo de los Estados Unidos, Pace tiene una superficie total de 63.49 km², de la cual 62.76 km² corresponden a tierra firme y (1.16%) 0.74 km² es agua.

## Demografía
Según el censo de 2010, había 20.039 personas residiendo en Pace. La densidad de población era de 315,62 hab./km². De los 20.039 habitantes, Pace estaba compuesto por el 92.11% blancos, el 1.89% eran afroamericanos, el 0.97% eran amerindios, el 1.46% eran asiáticos, el 0.13% eran isleños del Pacífico, el 0.79% eran de otras razas y el 2.66% pertenecían a dos o más razas. Del total de la población el 3.63% eran hispanos o latinos de cualquier raza.